# Al-Qa'im (Irak)
Al-Qa'im ist ein Ort im irakischen Gouvernement al-Anbar. Die Stadt liegt am Ufer des Euphrats. In unmittelbarer Nähe zur Stadt befindet sich der Grenzübergang al-Qa'im zwischen den Staaten Syrien und Irak. Nahe gelegen ist zudem Obeid, eine historische Ortschaft.
Mitte Mai 2005 fanden heftige Kämpfe zwischen der US-amerikanischen Besatzungsmacht und dem irakischen Widerstand statt.
Ein 2014 von den Vereinten Nationen errichtetes Flüchtlingscamp bei Al-Qa'im musste 2014 aufgrund der instabilen Lage vor Ort aufgegeben werden.
Südlich des Ortsteils Husaibah befindet sich ein 317,9 Meter hoher Sendemast zur Verbreitung von Fernseh- und UKW-Hörfunkprogrammen.